# Okanagan-Centre
Pour les articles homonymes, voir Okanagan (homonymie).
Okanagan-Centre est une ancienne circonscription électorale fédérale de la Colombie-Britannique, représentée de 1988 à 1997.
La circonscription de Okanagan-Centre est créée en 1987 avec des parties d'Okanagan-Nord et d'Okanagan—Similkameen. Abolie en 1996, elle est intégrée dans la circonscription de Kelowna.

## Géographie
En 1987, la circonscription d'Okanagan-Centre comprenait:
- Le district régional de Central Okanagan

## Député
1. 1988-1993 — Al Horning, PC
2. 1993-1997 — Werner Schmidt, PR

- PC = Parti progressiste-conservateur
- PR = Parti réformiste du Canada